# Chris McKay (Astrophysiker)

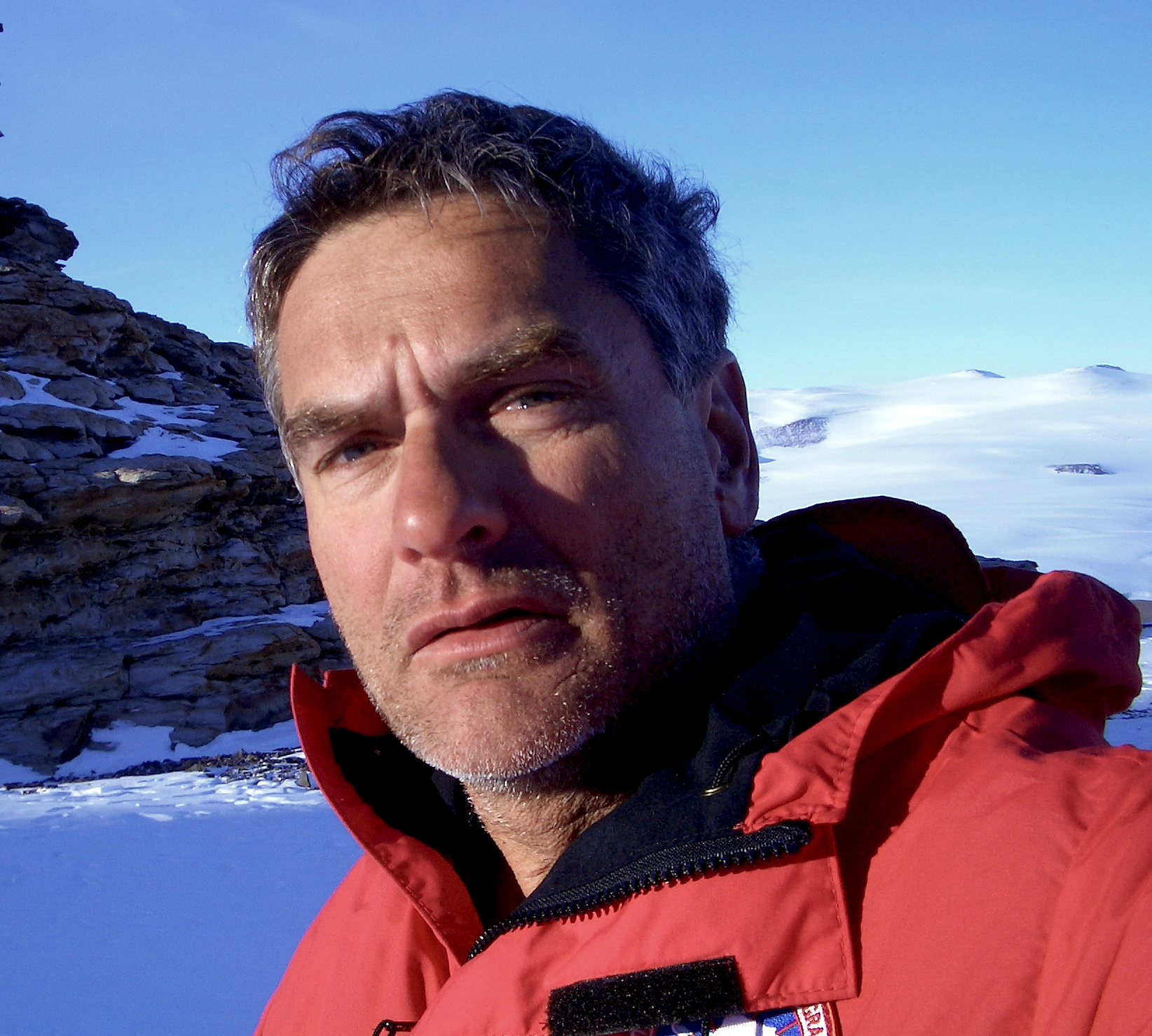
McKay, 2005

Christopher P. McKay (geb. vor 1982) ist ein Planetenwissenschaftler am NASA Ames Research Center. Er studiert die Atmosphären von Planeten, Astrobiologie und Terraforming.

## Leben
McKay erhielt seinen Doktortitel auf dem Gebiet der Astrogeophysik von der University of Colorado 1982 und sein Bachelor-Abschluss von der Florida Atlantic University.
McKay führte umfangreiche Forschungen der planetarischen Atmosphären, besonders beim Saturnmond Titan und Mars, und über den Ursprung und Entwicklung des Lebens durch. Er war an der Projektierung von Cassini-Huygens, dem Lander Mars Phoenix und dem Mars Science Laboratory beteiligt. Darüber hinaus forschte er noch im Gebiet der Extremophilen an Orten wie dem Death Valley, der Atacamawüste, Axel Heiberg Island und den eisbedeckten Seen der Antarktis.
Zusätzlich zu seiner beruflichen Arbeit ist Christopher McKay ein Mitglied des Verwaltungsrats der Planetary Society und arbeitet auch für die Mars Society und als Berater für Mars One. Er hat ausführliche Vorträge über Weltraumforschung und Terraforming gehalten und auch darüber geschrieben.